# كورا (هايبرماركت)
كورا هي شركة هولندية متخصصة في السوبرماركت.

## المحلات

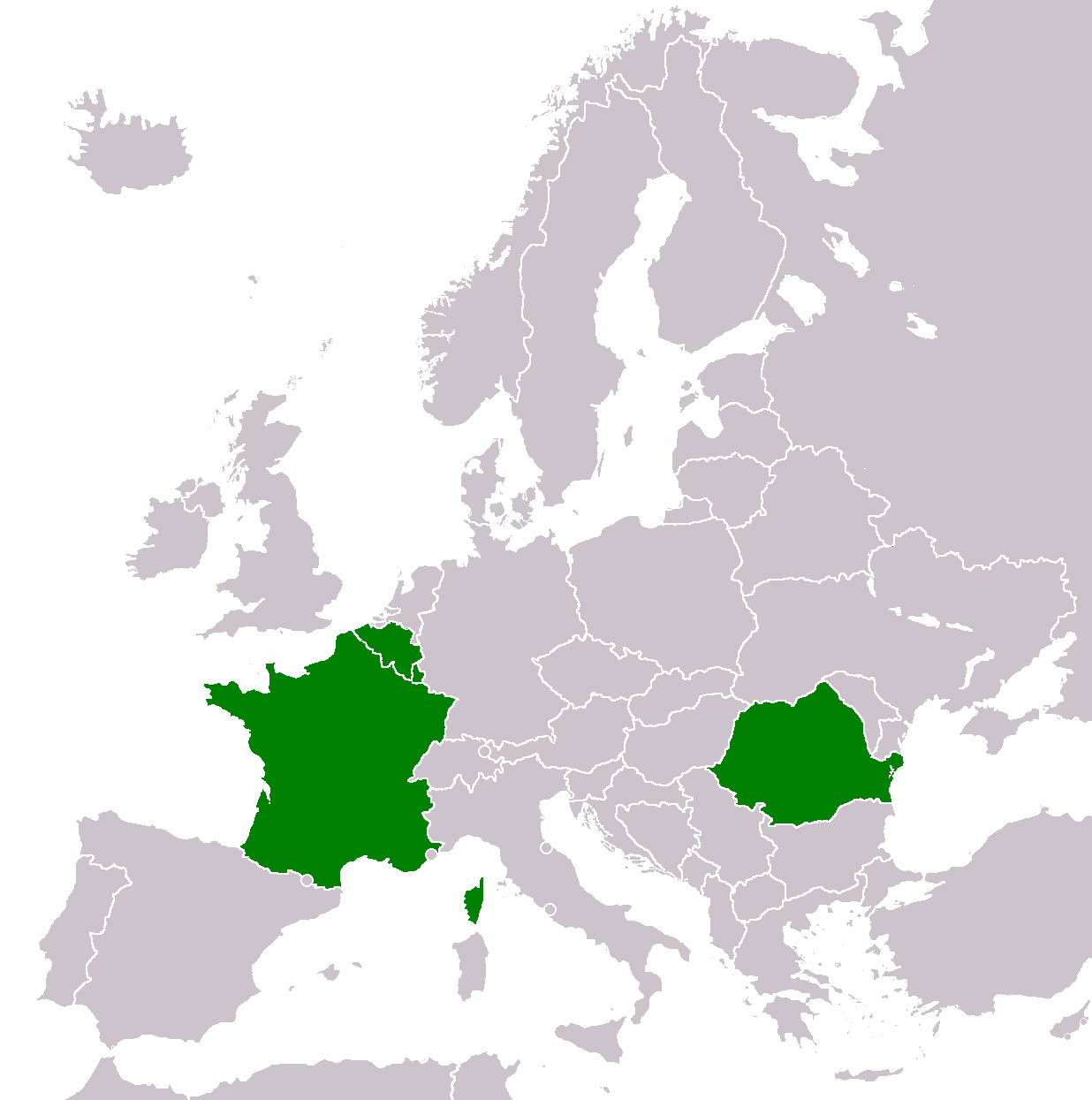
كورا بأوروبا

| الدولة                                        | التأسيس | عدد المحلات |
| --------------------------------------------- | ------- | ----------- |
| فرنسا                                         | 1969    | 60          |
| رومانيا                                       | 2003    | 12          |
| بلجيكا                                        | 1969    | 7           |
| فرنسا مقاطعات وأقاليم ما وراء البحار الفرنسية |         | 4           |
| لوكسمبورغ                                     | 1995    | 2           |